# Malmö Mekaniska Tricotfabrik
Malmö Mekaniska Tricotfabriks AB (MMT) var en trikåfabrik som grundades i Malmö den 25 april 1892 av Michael Henriques. 

## Historia
Den första fabriken låg på Kvarngatan i Malmö, där man tillverkade underkläder i trikå. Man hade stora framgångar och vann en prestigefylld guldmedalj på en industriutställning i Malmö 1896. Rörelsen växte så att man 1897 tvingades flytta till nya tidsenliga lokaler på Rönneholmsvägen. Man byggde gradvis ut, så att antalet anställda 1914 var c:a 300. Råvarubrist under första världskriget ledde emellertid tid till att driften måste läggas ned den 15 december 1917 för att återupptas först i början av 1919. Sedan kom man snart igång med full drift och 1925 uppfördes en nybyggnad för cottonmaskiner − specialmaskiner för stickning av strumpor. 
Vid andra världskriget slut låg produktionen av strumpor på en miljon par om året. Därtill kom andra tillverkningar som dam- och herrunderkläder, baddräkter, klänningstyger mm.
1954 inleddes ett samarbete med designern Katja Geiger, Katja of Sweden. Hennes modeller bidrog till att företaget kunde visa goda resultat varje år. Men 1961 köptes MMT upp av koncernen MAB & MYA. Samarbetet med Katja Geiger gick allt sämre och upphörde helt 1975. Varumärket Katja of Sweden tillverkades ytterligare ett år, men två år senare slog fabriken igen för gott.

## Trivia
En vers ur Johan på Doffeln och Amanda på Trikåtan från Hippodromens Nyårsrevy 1913. Trikåtan var det folkliga smeknamnet på MMT-fabriken.
Jag stickar på Trikåtan för en liten veckoslant
adehiolilolej för en liten veckoslant
Och spara är man tvungen om man ska klä sig grant
adehioliohiolio man ska klä sig grant
med denna fina hatt och livet rött och glatt
jag både har erövrat och bevarat mig min skatt
för adihioliolej och adihioliolej  sig har jag inte dig ohioli så sig